# Piano Man (Album)
Piano Man ist das zweite Studioalbum des US-amerikanischen Sängers Billy Joel. Es wurde im November 1973 veröffentlicht und war nach dem Misserfolg des Debütalbums Cold Spring Harbor sein erster großer Erfolg. Das Titellied Piano Man ist einer der bekanntesten Songs Joels und gab dem Künstler zudem seinen Spitznamen. 

## Entstehung
Das Werk weist deutliche musikalische Einflüsse des im Jahr zuvor erschienenen Albums Tumbleweed Connection von Elton John sowie Country-Themen in fast allen Titeln auf. Textlich werden die Einflüsse vor allem in The Ballad of Billy the Kid, einer Ballade über den Gesetzlosen Billy the Kid, und musikalisch in den Liedern Captain Jack, Travelin' Prayer oder Stop in Nevada deutlich. Diese Stücke verwenden alle pentatonische Tonleitern, ein typisches Merkmal in der Country-Musik.

## Veröffentlichung
Piano Man war Joels erste Veröffentlichung bei Columbia Records, nachdem Rechtsstreitigkeiten wegen seines Vertrages mit seiner vorherigen Produktionsfirma Family Productions beigelegt werden konnten. Das Album erschien in den USA im November 1973.

## Titelliste
Auf der Vinylversion des Albums werden die beiden Plattenseiten entgegen der gebräuchlichen Nummerierung („Seite 1“ und „Seite 2“) als „One Side“ („Eine Seite“, Titel 1–5) und „Another Side“ („Eine andere Seite“ Titel 6–10) bezeichnet. Alle Lieder des Albums wurden von Billy Joel geschrieben. 

### One Side
1. Travelin’ Prayer – 4:10
2. Piano Man – 5:37
3. Ain’t No Crime – 3:20
4. You’re My Home – 3:14
5. The Ballad of Billy the Kid – 5:35

### Another Side
1. Worse Comes to Worst – 3:28
2. Stop in Nevada – 3:40
3. If I Only Had the Words (To Tell You) – 3:35
4. Somewhere Along the Line – 3:17
5. Captain Jack – 7:15

## Kommerzieller Erfolg

### Chartplatzierungen
Das Album war in den australischen Musikcharts am erfolgreichsten; hier erreichte es Rang drei. In den kanadischen RPM-Charts erreichte als Album Platz 26. In den US-amerikanischen Billboard 200 erreichte das Album mit Platz 27 ein ähnliches Ergebnis. In den irischen Albumcharts erreichte das Album Platz 75. In den britischen Albumcharts der Official Charts Company belegte das Album Platz 98, in den japanischen Albumcharts Platz 112.
Der Song Piano Man erreichte Platz 25 der US-amerikanischen Billboard-Charts. Die weiteren Auskopplungen Travelin' Prayer und Worse Comes to Worst belegten die Plätze 77 bzw. 80 in den Singlecharts. Eine Coverversion von Travelin' Prayer bescherte Dolly Parton 1999 eine Grammy-Nominierung.
| ChartsChartplatzierungen       | Höchstplatzierung | Wochen |
| ------------------------------ | ----------------- | ------ |
| Vereinigte Staaten (Billboard) | 27 (44 Wo.)       | 44     |
| Vereinigtes Königreich (OCC)   | 98 (1 Wo.)        | 1      |

### Auszeichnungen für Musikverkäufe
Das Album wurde von der RIAA bis 2025 fünfmal mit Platin ausgezeichnet. In Kanada wurde das Album zunächst mit Gold, dann mit Platin und schließlich mit Doppel-Platin ausgezeichnet.
| Land/Region               | Auszeichnungen für Musikverkäufe (Land/Region, Auszeichnung, Verkäufe) | Verkäufe  |
| ------------------------- | ---------------------------------------------------------------------- | --------- |
| Australien (ARIA)         | 3× Platin                                                              | 150.000   |
| Kanada (MC)               | 2× Platin                                                              | 200.000   |
| Neuseeland (RMNZ)         | Gold                                                                   | 7.500     |
| Vereinigte Staaten (RIAA) | 5× Platin                                                              | 5.000.000 |
| Insgesamt                 | 1× Gold · 10× Platin ·                                                 | 5.357.500 |

Hauptartikel: Billy Joel/Auszeichnungen für Musikverkäufe